# Cornelis Lubertus van Suchtelen van de Haare
Cornelis Lubertus van Suchtelen van de Haare ('s-Gravenhage, 25 september 1860 - Laren, 22 november 1943) was een Nederlands luitenant-generaal, hofdienaar en lid van het adellijke geslacht Van Suchtelen.

## Persoonlijk leven
Van Suchtelen was een zoon van jhr. A.J.B. van Suchtelen van de Haare (1831-1875), page van koning Willem III en officier der infanterie (1852 - ), laatstelijk kapitein grenadiers en jagers 1866-†, en Catharina H.M. de Joncheere (1835-1904). Hij trouwde in 1887 met Hortense C.W. barones Taets van Amerongen (1865-1950) uit welk huwelijk geen kinderen geboren werden. In 1937 was het echtpaar 50 jaar getrouwd, maar het onttrok zich aan alle feestelijkheden door naar het buitenland te gaan.

## Militaire loopbaan

### Vroege loopbaan

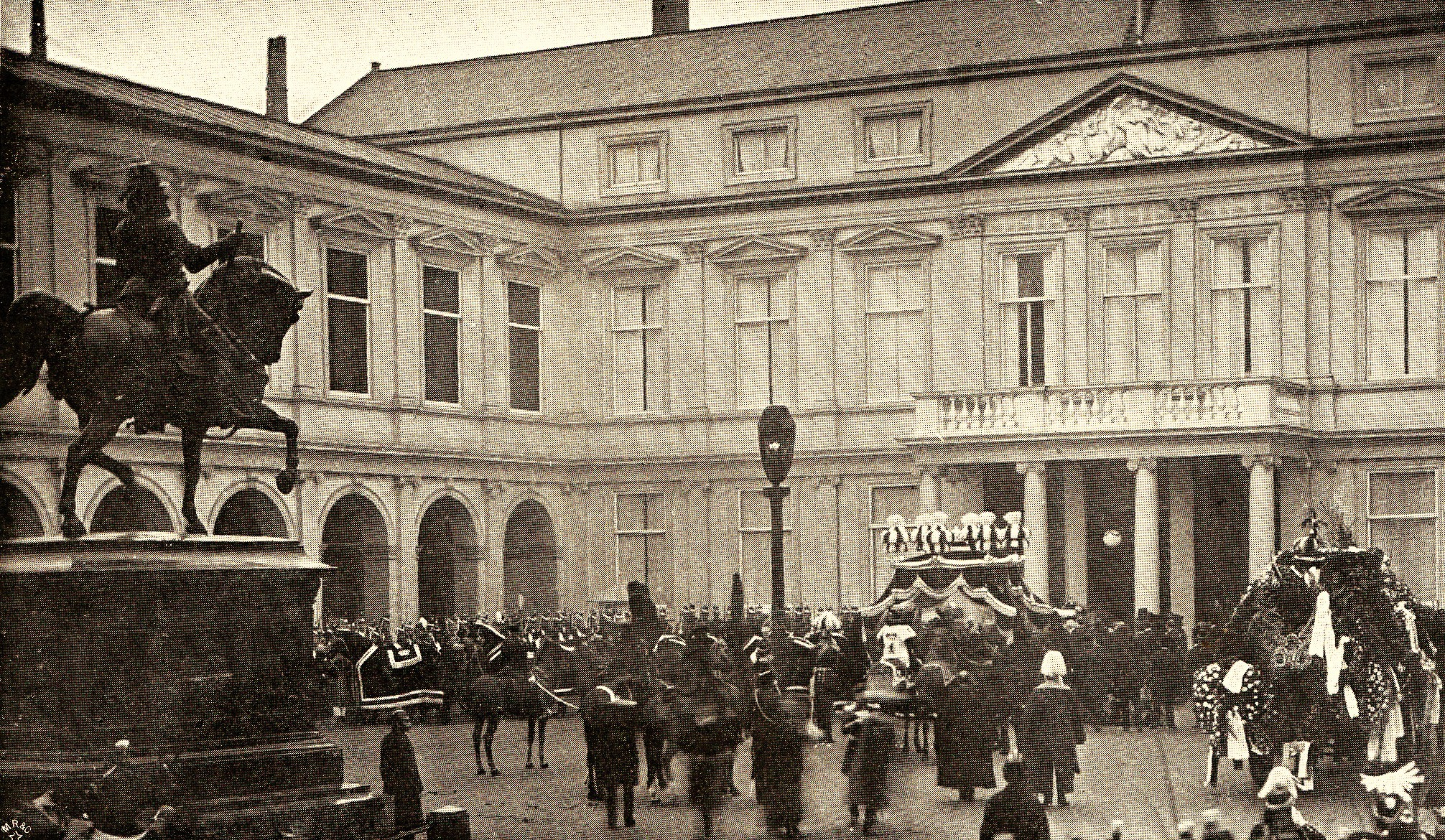
Begrafenis van koning Willem III, waaraan Van Suchtelen als ordonnansofficier deelnam.

Van Suchtelen trad op 1 oktober 1878 in dienst bij het regiment grenadiers en jagers; hij slaagde in de rang van sergeant in september 1880 voor het toelatingsexamen voor de cursus bij het regiment grenadiers en jagers te Den Haag. Hij behaalde in 1883 het eindexamen voor deze hoofdcursus, werd op 12 december van dat jaar benoemd tot tweede luitenant en ingedeeld bij het tweede bataljon, achtste regiment te Deventer. In juni 1888 vertrok hij van Deventer naar de venen ter aflossing van eerste luitenant Van Oppen, die benoemd was tot leraar aan de Hoofdcursus Kampen en op 10 oktober 1888 werd hij bevorderd tot eerste luitenant bij het achtste regiment. In mei 1889 werd hij in rang en anciënniteit overgeplaatst bij het regiment grenadiers en jagers, waar hij ingedeeld werd bij het eerste bataljon grenadiers. Op 16 april 1890 werd Van Suchtelen bij Koninklijk Besluit benoemd tot ordonnans-officier van Willem III, in verband daarmee in zijn rang overgeplaatst bij de grote staf met als standplaats 't Loo. Na het overlijden van de koning had hij onder meer dienst bij het stoffelijk overschot van de koning en tijdens de plechtige begrafenis en volgde hij, net als de adjudanten, te paard achter de rouwwagen. In december 1891 kreeg hij vergunning tot het aannemen en dragen der versierselen van Ridder eerste klasse van de Frederiks-Orde en maakte datzelfde jaar, samen met kapitein J.E.N. Sirtema baron van Grovestins (adjudant), jhr. S.M.S. de Ranitz (particulier secretaris) en H.W.J.E. baron Taets van Amerongen (kamerheer), deel uit van het gevolg waarmee de koningin naar 't Loo vertrok. Hij werd ook toegevoegd aan de missie (samengesteld uit generaal-adjudant Freiherr von Molsberg en Freiherr von Reischach, adjudant van de koning van Württemberg), die aan het Nederlandse hof de kennisgeving kwamen overbrengen van het overlijden van de vorige koning van Württemberg en van de troonsbestijging van zijn opvolger.
De koninklijke dienst werd in 1892 vervangen door Van Suchtelen als ordonnansofficier en met verder jhr. mr. H. Hoeufft van Velsen (kamerheer), jhr. W.J.P. van den Bosch (adjudant) en jhr. P.J. Vegelin van Claerbergen (referendaris) van het Kabinet der Koningin. In augustus 1895 nam hij in het gevolg van de koningin onder meer deel aan een bezoek aan Overijssel en Drenthe en in 1896 vertegenwoordigde hij de koningin tijdens de begrafenis van kolonel commandant van het derde regiment veldartillerie jhr. V.A. de Pesters. In maart 1897 kreeg hij vergunning tot het aannemen en dragen van het ordeteken van Ridder vierde klasse in de Orde van de Rode Adelaar van Pruisen en in september 1898 tot die van het ordeteken der Ridder eerste klasse van de Orde van de Witte Valk. Op 31 augustus 1898 werd hij benoemd tot Ridder in de Orde van Oranje-Nassau en datzelfde jaar maakte hij deel uit van de erewacht ter gelegenheid van de plechtige intocht van de koningin te Amsterdam. Als vertegenwoordigers van de koningin vertrokken Van Suchtelen en de gepensioneerde luitenant-generaal W.K.L. van Helden, adjudant in buitengewone dienst, naar Parijs om de begrafenis bij te wonen van de Franse president F. Faure. In 1900 kreeg hij vergunning tot het aannemen en dragen van het ordeteken van Ridder der Orde van de Kroon van Italië. Van Suchtelen werd bevorderd tot kapitein (18 maart 1901), toegevoegd aan prins Hendrik (17 april 1901) en verkreeg in 1901 toestemming tot het aannemen en dragen der versierselen van Ridder der Orde van de Wendische Kroon. Bij Koninklijk Besluit van maart 1902 werd hij benoemd tot adjudant van Prins Hendrik en zodoende eervol van zijn functie ontheven als adjudant van de koningin.

### Latere loopbaan

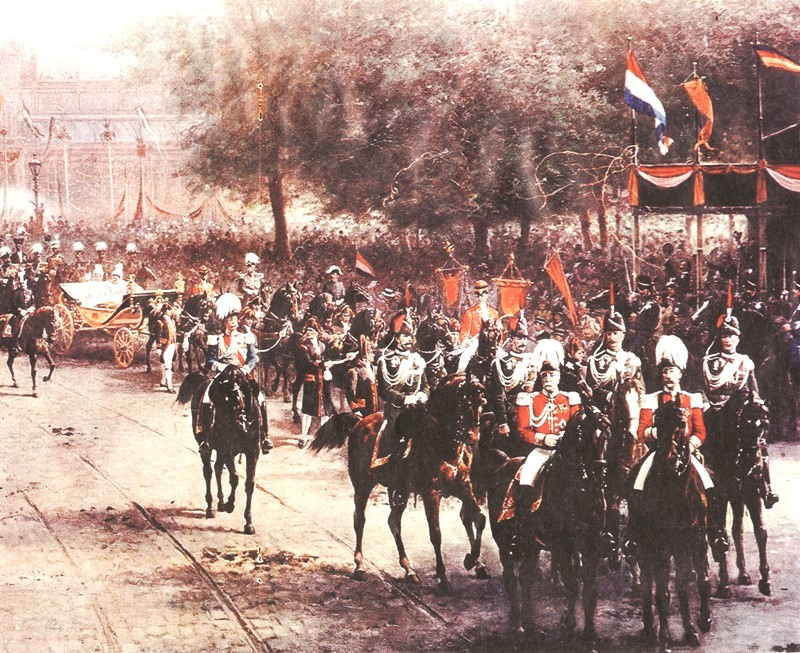
Inhuldiging van koningin Wilhelmina, waaraan Van Suchtelen als ordonnansofficier deelnam.

In 1904 verkreeg Van Suchtelen toestemming tot het aannemen en dragen van de ordetekenen van het Kruis van Verdienste van Waldeck en Pyrmont en in de zomer van 1906 hervatte hij de praktische dienst en werd ingedeeld bij het regiment grenadiers en jagers. In december 1907 werden hem de briljanten van de Kroonorde tweede klasse toegekend en in maart de Vorstelijke Lippense Huisorde. In deze jaren vergezelde hij vooral prins Hendrik bij diens bezoeken in het land. In 1910 kreeg hij vergunning tot het aannemen en dragen der versierselen van het Vorstelijk Schwarzburgs Erekruis, werd hij benoemd tot Commandeur in de Orde van Leopold II en vergezelde hij prins Hendrik naar Brussel. Met ingang van 15 augustus werd Van Suchtelen bevorderd tot majoor bij de grote staf; het jaar daarop kreeg hij vergunning tot het aannemen en dragen der versierselen van Officier in het Legioen van Eer en de medaille ter herinnering aan de kroning van George V. In 1913 maakte hij deel uit van een door de koningin gezonden missie om keizer Wilhelm bij zijn bezoek aan Gelderland te begroeten; hij werd dat jaar tevens bevorderd tot luitenant-kolonel (16 december) bij de grote staf en kreeg het commando over het regiment grenadiers. In 1916 was hij lid van het regelingscomité van de "legerdag", die werd gehouden op 30 september en op 1 mei 1917 werd hij bevorderd tot kolonel. Hij was toen onder meer werkzaam als commandant van de tiende infanteriebrigade. Met ingang van 1 mei 1919 werd Van Suchtelen benoemd tot kamerheer in buitengewone dienst en tot grootofficier. Op 26 augustus 1920 kreeg hij eervol ontslag uit de militaire dienst en werd hij titulair benoemd tot generaal-majoor. In oktober 1922 maakte Van Suchtelen deel uit van een buitengewone missie, naast hem bestaande uit jhr. Duco Wilhelm Sickinghe (1888-1983) en R.A. baron van Hardenbroek van Lockhorst, die de koningin vertegenwoordigde bij de kroning van de koning van Roemenië; in 1927 vertegenwoordigde hij de koningin bij de rouwdienst voor de koning van ditzelfde land.
Bij Koninklijk Besluit van 27 juni werd aan Van Suchtelen de titulaire rang van luitenant-generaal toegekend; dat was onder meer ter gelegenheid van het eeuwfeest van de grenadiers en jagers. In 1930 kreeg hij vergunning tot het dragen der versierselen van het Grootkruis in de Orde van de Eikenkroon. In augustus 1934 legde hij in opdracht van de koningin een bezoek van rouwbeklag af bij de Duitse gezant in verband met het overlijden van rijkspresident P. von Hindenburg. Tijdens de uitvaart van prins Hendrik in datzelfde jaar maakte hij deel uit van de militaire escorte van de rouwstoet. Ter gelegenheid van het 35-jarig bestaan van de Koninklijke Onderofficiers Schermbond in 1936 werd ter herdenking van prins Hendrik door onder meer Van Suchtelen, erelid van de bond, een krans gelegd in de Nieuwe Kerk te Delft op het graf van deze prins. In 1937 werd de gerestaureerde Nieuwe Kerk weer in gebruik genomen; Van Suchtelen was bij de plechtige heropening aanwezig evenals bij de plechtige tewaterlating van Hr. Ms. Tromp. In 1939 maakte hij deel uit van het erecomité gevormd ter regeling van de viering van het 70-jarig bestaan van de hoofdcursus te Kampen; voorzitter van het comité was minister-president H. Colijn, en de overige leden waren naast Van Suchtelen onder anderen minister van Defensie J.J.C. van Dijk, minister van Koloniën C.J.I.M. Welter en luitenant-generaal H.N.A. Swart.
Van Suchtelen overleed in 1943 en werd op de Algemene Begraafplaats te Den Haag ter aarde besteld. Onder de aanwezigen waren onder anderen oud-minister van Justitie J.R.H. van Schaik, mr. P. Polvliet, oud-president van het gerechtshof en jhr. mr. Th.W.C. Calkoen, raadsheer bij het gerechtshof. Een neef dankte de aanwezigen namens de familie.

## Decoraties
Van Suchtelen kreeg verscheidene onderscheidingen waaronder ridder in de Orde van Oranje-Nassau, officier in de Huisorde van Oranje en  commandeur in de Orde van de Eikenkroon.